# Džalandhar
Džalandhar (paňdžábsky ਜਲੰਧਰ, anglicky přepisováno Jullundur nebo Jalandhar) je město v severozápadním indickém státě Paňdžáb. K roku 2011 měl bezmála 874 tisíc obyvatel. Leží v severní části státu severozápadně od Čandígarhu.
Leží v subtropickém podnebném pásmu, většina srážek spadne v období monzunů v červenci a srpnu. Roční úhrn srážek je 769 mm, roční průměrná teplota 23,9 °C.
Město je historicky proslaveno slonovinovým řezbářstvím.